# Maipo-Kanal
Der Maipo-Kanal befindet sich in der Stadtregion Santiago in Chile. Er verbindet Río Mapocho und Río Maipo und dient der Wasserversorgung von San Bernardo und Santiago de Chile. Erbaut wurde er 1811–1827 (mit Unterbrechungen durch den Unabhängigkeitskrieg) teils unter Mitwirkung von Strafgefangenen.